# Pennsylvania Lawn Tennis Championship 1974
Il Pennsylvania Lawn Tennis Championship 1974 è stato un torneo di tennis giocato sull'erba. È stata la 75ª edizione del torneo, che fa parte del Commercial Union Assurance Grand Prix 1974. Si è giocato a Merion negli USA, dal 19 al 25 agosto 1974.

## Campioni

### Singolare
John Lloyd ha battuto in finale  John Whitlinger con il punteggio di 6–0, 4–6, 6–3, 7–5

### Doppio
Roy Barth /  Humphrey Hose hanno battuto in finale  Mike Machette /  Fred McNair con il punteggio di 7–6, 6–2